# John Dewey
John Dewey (20. října 1859, Burlington, USA – 1. června 1952, New York) byl americký filozof, pedagog, psycholog a reformátor vzdělávání. Jeho myšlenky měly velký vliv nejen ve Spojených státech, ale i po celém světě. Je považován za jednoho ze zakladatelů filozofie pragmatismu (spolu s Charlesem Sandersem Peircem a Williamem Jamesem). Je také znám jako otec funkcionální psychologie. Byl 93. nejcitovanějším psychologem ve 20. století.

## Život
John Dewey se narodil v Burlingtonu ve státě Vermont ve skromné rodině. V roce 1879 absolvoval univerzitu ve Vermontu. Doktorát dostal na Kriegerově škole umění a vědy na Univerzitě Johna Hopkinse v roce 1884. Od roku 1904 byl profesorem filozofie na Kolumbijské univerzitě a na Učitelské akademii této univerzity. Byl dlouholetým členem Americké federace učitelů.

## Filosofie vzdělávání
Dewey vychází z kritiky staré herbartovské školy a konstatuje, že jejím těžištěm není dítě. Pragmatická škola ve svých důsledcích znamená výrazný zásah do stávajícího školství. Základními ideovými pilíři pragmatické pedagogiky jsou:
1. Dítě (žák) se stává centrem, kolem kterého krouží veškerá výchova, učební prostředky atd. Tuto tendenci pragmatické pedagogiky nelze chápat jako krajní pedocentrismus, ale v tom smyslu, že žák má aktivně pracovat, žít vlastním životem a zmocňovat se aktivně životních zkušeností. Tak jako u reformní pedagogiky je základním východiskem hluboké studium psychologie dítěte.
2. Vyučovací proces pragmatická škola nechápe jako předávání systematicky uspořádaných vědomostí, ale jako rozvíjení dětské zkušenosti. Dítě proto má mít kontakt se společenskou i fyzickou zkušeností, má ji znát. Tato zkušenost nemá být náhradou, jak ji prezentovala stará škola. Dítě má získávat vlastní aktivitou zkušenosti, tato činnost ho výrazně motivuje, vzbuzuje zájem a vyvolává problémy. Toto mu nemůže poskytnout tradiční škola ani tradiční knihy. Zkušenosti žáci získávají v osobní činnosti.

V tomto pojetí buduje Dewey pracovní školy. Základní metodou k získávání poznatků je praktická činnost a experimentování žáka. Žáci se učí tím, že ve škole řeší úlohy a problémové situace. Žák má totiž zkoušet, používat různé názory, informace a řešení. Zároveň si má pamatovat optimální řešení. Veškeré vyučování je praktická činnost žáků, učení činností.
Zárukou produktivity práce školy je zájem a aktivita. A ta se rozvíjí v pracovní činnosti žáka. Důsledky takto pojaté výuky jsou značné. Učitel se mění v poradce, učebnice v pracovní příručky. V tomto duchu se rozvinula projektová metoda, která získává i ve školách v ČR stále větší uplatnění.

## Dílo
- The Reflex Arc Concept in Psychology[4] (1896)
- My Pedagogic Creed[5] (1897)
- The Postulate of Immediate Empiricism (1905)
- Dewey, J. (1884). The new psychology. Andover Review, 2, 278–289[6]
- Dewey, J. (1894). The ego as cause. Philosophical Review, 3, 337–341[7]
- Democracy and Education (1916)
- How We Think (1910)
- Reconstruction in Philosophy (1919)
- Human Nature and Conduct (1922)
- The Public and its Problems (1927)
- The Quest for Certainty (1929)
- Experience and Nature (1929)
- Individualism Old and New (1930)
- Art as Experience (1934)
- A Common Faith (1934)
- Liberalism and Social Action (1935)
- Experience and Education (1938)
- Logic: The Theory of Inquiry (1938)
- Freedom and Culture (1939)
- Knowing and the Known (1949) (With Arthur Bentley)

### České a slovenské překlady
- J. Dewey: Škola a společnost. Praha 1904
- J. Dewey: Rekonstrukce ve filosofii. Praha 1929
- J. Dewey: Demokracie a výchova. Praha 1932
- J. Dewey: Mravní zásady ve výchově. Praha 1934
- J. Dewey: O pramenech vychovatelské vědy. Praha 1947
- J. Dewey: Rekonštrukcia liberalizmu; z politickej filozofie klasického pragmatizmu. Bratislava 2001